# Конвой Рабаул — Палау (12.03.43 — 19.03.43)
Конвой Рабаул — Палау (12.03.43 — 19.03.43) — японський конвой часів Другої світової війни, проведення якого відбувалось у березні 1943 року.
Конвой сформували для проведення групи транспортних суден із Рабаула — головної передової бази японців у архіпелазі Бісмарка, з якої провадились операції на Соломонових островах та сході Нової Гвінеї. Кінцевим пунктом маршруту при цьому був важливий транспортний хаб на заході Каролінських островів Палау.
До складу конвою увійшли транспорти «Тасманія-Мару», «Асака-Мару», «Нішияма-Мару», «Момоха-Мару», «Флорида-Мару», «Тохо-Мару», «Тоней-Мару» та рятувальний букси «Нагаура-Мару». Ескорт складався з есмінця «Мотідзукі».
Після опівдня 12 березня 1943 року судна вийшли з Рабаула. 15 березня за 300 км на північний захід від островів Адміралтейства «Момоха-Мару» загинуло внаслідок торпедної атаки підводного човна Trigger. Хоча «Момоха-Мару» затонуло лише за кілька хвилин, весь його екіпаж врятувався та перейшов на «Флорида-Мару».
За 2,5 години «Флорида-Мару» також було торпедоване Trigger-ом, після чого людей з нього зняв мисливець за підводними човнами CH-23, який прибув на допомогу конвою.
19 березня конвой прибув на Палау. Напередодні, 18 березня, від нього відділились та попрямували назад транспорт «Тоней-Мару» та есмінець «Мочідзукі», які мали здійснити буксирування «Флорида-Мару», що досі перебувало на плаву. 24 березня «Флорида-Мару» довели до якірної стоянки Мьове біля острова Новий Ганновер, після чого «Тоней-Мару» та «Мочідзукі» вирушили на Трук (Чуук). «Флорида-Мару» невдовзі вдалось доправити до розташованого за кілька десятків кілометрів на схід Кавіенгу, де 3 квітня при нальоті літаків B-17 «Літаюча фортеця» судно було знов уражене й затонуло.